# Бега
Бега, Бега рысистые — испытания (состязание, соревнование) лошадей рысистых пород «на резвость» (скорость пробега определённой дистанции) в беге устойчивой рысью, везде в запряжке, практикуются издавна во всех странах с целью улучшения пород выездных лошадей и для поощрения коннозаводчиков. 
Обычно лошади испытываются, запряжённые в беговую качалку — специальный двухколёсный экипаж, предназначенный для бегов. Реже рысистые бега проходят под седлом. Человек, который управляет рысаком (в качалке или в седле), называется наездник. Также применяется словосочетание — Беговое дело.

## История
Первоначально легкоупряжных лошадей на устойчивом рысистом ходу выводили специально для перевозки людей в XVIII—XIX веках. Поскольку резвая рысь считается искусственным аллюром, на который способна далеко не каждая упряжная лошадь, люди старались выявить действительно способных к резвой рыси лошадей путём испытаний, чтобы затем отобранных по результатам этих испытаний животных отправить на племя. Первые бега рысаков прошли в Нидерландах в 1554 году. Затем такие испытания стали проходить в Англии, где испытывали знаменитых и резвых в то время норфолкских рысаков, и во Франции, где бежали нормандские лошади. Первоначально лошадей испытывали рысью только под седлом, причём во Франции эта традиция сохранилась до сих пор.
Первые бега американских рысаков в США в 1806 году также проводились под седлом. Первые бега рысаков в России и первые бега рысаков в упряжке начались с 1776 года, когда граф А. Г. Орлов-Чесменский начал испытывать своих лошадей, родоначальников орловской рысистой породы. За рубежом первые испытания рысаков в упряжке состоялись в 1829 году. Уже в те времена переход на галоп был запрещён, лошади должны были бежать только рысью.
Первоначально в России, как родоначальнице бегов в упряжке, лошадей испытывали в русской упряжи: зимой в санях с дугой, летом в четырёхколёсных дрожках. Позднее североамериканцы придумали лёгкие двухколёсные «американки» с огромными колёсами, а затем размер колёс уменьшили до обычного и назвали «сулки» (в России этот экипаж называется «качалка»). Менялись также условия бегов. В России, например, первоначально лошади соревновались не одной группой, а поодиночке. Каждый рысак бежал отдельно на время, сопровождаемый скачущей галопом лошадью, так называемой поддужной, которая помогала ему держать темп и ритм бега, а также поддерживала ощущение борьбы. Бежали рысаки не по кругу, как теперь, а по прямой. Добежав до конца прямой, рысак поворачивал, огибал специальный столбик и бежал в обратную сторону, а учитывая, что соревновались в ту пору рысаки исключительно на длинные дистанции, делать такие неудобные развороты лошадям приходилось много раз. Победителем приза признавался тот рысак, который пробежал резвее всех по времени. Этот способ испытаний имел множество недостатков. Позднее североамериканцы изобрели способ бега по кругу ипподрома с нивелированными виражами, что существенно уменьшило потерю времени. Лошадей стали запускать не по отдельности, а целой группой по 5—10 лошадей. Также благодаря влиянию американской системы испытаний рысаков в России появились короткие дистанции — 1 067 метров (одна верста) и 1 600 метров.

## Правила рысистых бегов
Сегодня в мире проходят испытания лошадей нескольких рысистых пород. На территории США, Канады и большинства европейских стран испытания проходят американские рысаки. Во Франции большей частью испытываются лошади французской рысистой породы, а также франко-американские помеси. В странах Скандинавии помимо призовых пород рысаков — американских и франко-американских испытания на рыси проходят лошади местных пород. Это так называемые финские, шведские и норвежские холоднокровные лошади. Правила проведения рысистых бегов немного отличаются в разных странах, однако большинство из правил одинаковы. Рысаки приходят на ипподром в двухлетнем возрасте, расцвет сил у них наступает в два — три года (США, Канада), 4—6 лет (Россия и некоторые другие европейские страны), 6—10 лет (Франция, Швеция). Заканчивает свою беговую карьеру рысак в среднем, в 8—12 лет. На каждом ипподроме свои ограничения по возрасту, так на Венсенском ипподроме рысаки не могут выступать в возрасте старше 10 лет, а на многих ипподромах Швеции рысаки успешно бегают и в 12 и в 14 лет.
Соревнование группы рысаков на ипподроме называется «заезд». Лошадь в заезде должна бежать чёткой устойчивой рысью. Переход на галоп называется сбой. В некоторых странах сбой сразу дисквалифицирует лошадь. В России наездник ещё имеет время на то, чтобы исправить ход лошади. В зависимости от возраста определено количество скачков, после которых лошади объявляется проскачка, что является для рысака и наездника дисквалификацией. Чем старше лошадь, тем меньше скачков она может сделать во время заезда. Также лошади может быть объявлен «неправильный ход». Это любой вид аллюра, кроме рыси и галопа — иноходь и виды неправильной рыси, когда ноги лошади так или иначе работают несинхронно. Лошадь, перешедшая на неправильный ход, дисквалифицируется сразу же. Также дисквалифицируют лошадь, которая прошла финишный столб галопом (нарушение называется "галоп к столбу") или имела больше двух сбоёв ("лишние сбои") на дистанции 1600 м (на более длинных дистанциях допускаются и три сбоя). Существует также стандарт резвости — свой для каждой породы и каждого возраста. Если рысак показал время ниже стандарта, его также дисквалифицируют вне зависимости от занятого места.
Приём старта в разных странах, а то и на одном ипподроме происходит по-разному. В США, Канаде и России рысаки в основном принимают старт при помощи автостарта — специальной машины, которая выравнивает за собой участников заезда, распределяет их согласно номерам и разгоняет перед стартом до максимальной скорости. Машину автостарта изобрели в 1930-х годах в США, благодаря такому способу старта практически невозможны фальстарты и потеря времени из-за плохого разгона. В Европе также применяется автостарт, но часто также рысаки стартуют с вольтстарта, то есть стартуют, выбегая из поворота. В этом случае фальстарты встречаются гораздо чаще, ровный старт определяет лазерный луч.
Дистанции, на которых испытывают рысаков, также бывают различными в зависимости от страны, где проходят бега. Так, в США большая часть рысаков испытывается на короткой дистанции в 1 милю (1609 м). В Европе же бегов на такую дистанцию очень мало, там рысаки бегают на средние и длинные дистанции: от 2 100 метров до 4 125 метров. В России и Украине основной дистанцией является 1 600 метров, также рысаки проходят испытания на дистанции 2 400 метров и 3 200 метров. С 2007 года, как возрождение былых традиций, был введён один приз на дистанцию 4 800 метров для рысаков орловской породы.

### Правила проведения рысистых бегов в России
На ипподромах Российской Федерации испытания проходят четыре породы рысаков — орловская, русская, французская и американская, выведенная на территории России. Стандартной дистанцией является дистанция 1 600 метров. Свою карьеру рысаки начинают в двухлетнем возрасте (лишь изредка в три года). Двухлетние лошади испытываются только в качалках только на дистанцию 1 600 м в один гит. Лошади более старшего возраста в заезд к двухлетним лошадям не допускаются. Трёхлетние лошади также испытываются только со своим возрастом, на дистанцию 1 600 м в 1 или 2 гита, а также на дистанции 2 100 м (редко) и 2 400 метров. Четырёхлетние лошади первую половину года (до розыгрыша Дерби) бегают только со своим возрастом, во второй половине года имеют право выступать с более старшими лошадьми. Четырёхлетние лошади испытываются на дистанцию 1600 м в 1, 2 и 3 гита, на дистанцию 2 400 метров и 3 200 метров. Вес наездника произвольный. Орловские рысаки испытываются в закрытых для других пород заездах. Русские и американские рысаки (так называемые «призовые породы») выступают в одних и тех же заездах, которые называются открытыми, куда теоретически допускаются и орловские рысаки. Если орловский рысак в открытом заезде победил или занял любое призовое место, ему полагается 30 % доплаты. Существуют заезды отдельно для жеребцов определённого возраста или только для кобыл. С 2009 года на испытания допускаются и мерины, участвующие в одних заездах с жеребцами и кобылами.
Абсолютные рекорды для рысаков, рождённых на территории России на ипподромах России принадлежат рысакам старшего возраста. На дистанцию 1600 м рекорд принадлежит орловскому рысаку Ковбою (Блокпост — Крутизна 1984) 1 мин. 57,2 с. На дистанцию 2400 м рекорд принадлежит американскому рысаку Рангоуту (Галлант Про — Риторика 1995) 3 мин.02,1 с. на дистанцию 3200 м рекорд принадлежит русскому рысаку Пикуру (Рекс Р Лобелл — Прибаутка 1997) и русской рысистой кобыле Роксане (Сентениал Уэй — Реприза 1991) 4 мин.11,4 с. Кроме того, за пределами нашей страны рождённый в Союзе ССР американский рысак Сорренто (Реприз — Силь 1985) показал рекорд на 1609 м 1 мин.56,2 с. и на 2300 м 2 мин.52 с.
Бега — это ипподромные испытания лошадей, в которых побеждают лошади, хотя многое зависит и от наездника. Цель бегов — выявить максимальную резвость лошади. Оценивают беговых лошадей в большинстве стран по сумме выигрыша в призах. Наиболее выдающиеся победители становятся широко востребованными производителями, цена случки с которыми доходит до десятков и даже сотен тысяч долларов. Беговой спорт имеет многомиллионные денежные годовые обороты тотализатора (за рубежом), отчисления от которого помогают существовать коннозаводству в этих странах в целом.
Уже давно бега и скачки относятся к призовым видам конного спорта. Профессионалы так и говорят — скаковой спорт, беговой спорт.

## Терминология
В русском языке принято чёткое разграничение между бегами и скачками.
В бегах участвуют рысаки — беговые лошади специально выведенных пород. Во время испытаний они, будучи запряжёнными в качалку (лёгкий двухколёсный экипаж), бегут рысью, ими управляют наездники, которые сидят в качалках и едут по дорожке ипподрома.
В скачках, в отличие от бегов, участвуют скакуны - верховые лошади, во время испытаний они скачут галопом, ими управляют жокеи, которые скачут вместе с лошадью, сидя верхом, в сёдлах. 
Сказать «этим первоклассным рысаком управлял известный жокей» нельзя: такое просто невозможно, поскольку жокей управляет только скакуном. Также нельзя сказать «этот рысак выиграл скачку», поскольку рысаки в скачках не участвуют.